# Fairburn (Georgia)
Fairburn is een plaats (city) in de Amerikaanse staat Georgia, en valt bestuurlijk gezien onder Fulton County.

## Demografie
Bij de volkstelling in 2000 werd het aantal inwoners vastgesteld op 5464.
In 2006 is het aantal inwoners door het United States Census Bureau geschat op 9580, een stijging van 4116 (75.3%).

## Geografie
Volgens het United States Census Bureau beslaat de plaats een oppervlakte van
18,9 km², waarvan 18,8 km² land en 0,1 km² water. Fairburn ligt op ongeveer 291 m boven zeeniveau.

## Plaatsen in de nabije omgeving
De onderstaande figuur toont nabijgelegen plaatsen in een straal van 20 km rond Fairburn.